# Can Bonet (Besalú)
Can Bonet és un edifici del municipi de Besalú (Garrotxa). Forma part de l'Inventari del Patrimoni Arquitectònic de Catalunya.

## Descripció
És una edificació de dimensions considerables, de planta quadrada i amb un primer pis sobre el qual s'aixeca encara una torre de planta quadrada. La porta principal, que és d'acer, es troba a la façana nord. Al primer pis hi ha un balcó seguit que ocupa tres dels quatre cantons, mentre que al segon pis hi ha tres balcons per façana. En una de les façanes hi ha també una gran terrassa. Tant la part superior de l'edifici com la torre que s'aixeca l'alçada d'un pis sobre la resta de la construcció estan rematats per merlets.